# Carska rodzina Romanowów
Carska rodzina Romanowów (ros. Романовы. Венценосная семья, Romanowy: Wiencenosnaja siemja) – rosyjski dramat historyczny z 2000 roku w reżyserii Gleba Panfiłowa. Film został wybrany jako oficjalny kandydat Rosji do Oscara dla najlepszego filmu nieanglojęzycznego, ale ostatecznie nie otrzymał nominacji.

## Fabuła filmu
Film opowiada dzieje ostatniego półtora roku życia i śmierci Mikołaja II, ostatniego cara z dynastii Romanowów i jego rodziny, poprzez abdykację, od wybuchu rewolucji lutowej aż do zamordowania całej rodziny przez bolszewików w lipcu 1918 roku.
Ostatnie sceny filmu pokazują zdarzenia po 80. latach od rozstrzelania: nabożeństwo w cerkwi i kanonizację.

## Obsada
- Aleksandr Galibin – car Mikołaj II
- Lynda Bellingham – caryca Aleksandra Fiodorowna
- Władimir Graczow – carewicz Aleksy Mikołajewicz
- Olga Budina – Anastazja Nikołajewna
- Julija Nowikowa – Olga Nikołajewna
- Ksienija Kaczalina – Tatiana Nikołajewna
- Olga Wasiljewa – Maria Nikołajewna

## Produkcja
Zdjęcia kręcono w Pałacu Aleksandrowskim w Puszkinie.